# Сентурион, Хуан Крисостомо
Хуа́н Крисо́стомо Сентурион Марти́нес (исп. Juan Crisóstomo Centurión Martínez; 27 января 1840, Итаугуа — 12 марта 1902, Асунсьон) — парагвайский политический и государственный деятель, журналист, писатель

, педагог, переводчик, дипломат.

## Биография
Сын дона Франциско Антонио Переса де Сентуриона и Розалии Мартинес-и-Родас. Получил хорошее образование, сперва — домашнее, затем в математической школе, изучал философию. В 1858 году получив правительственную стипендию, отправился в Европу. В Англии изучал французскую, английскую и немецкую филологию и литературу. Слушал лекции по государственному и международному частному праву в Королевском колледже Лондонского университета.
В 1863 году был отозван в Парагвай по личному указу президента Франциско Солано Лопеса и назначен секретарём правительственной канцелярии и официальным переводчиком.
Одновременно ему было поручено создание школы, в которой он преподавал географию, испанский и другие языки. Тогда же начал сотрудничать с военной газетой «El Cabichu-í».
Участник Парагвайской войны с 1864 года. С 1869 года — полковник парагвайской армии. В битве при Серро-Кора (1870) получил пулевое ранение в лицо, был взят в плен бразильцами и отправлен в Рио-де-Жанейро.
Через некоторое время перебрался во Францию. Позже жил в Соединенных Штатах, на Кубе и Ямайке, в 1878 году вернулся на родину .
В сложный период национального переустройства занимался журналистикой, сотрудничал с изданиями «La Reforma» и «La Democracia».
Работал юристом, был членом Высшего суда Парагвая и генеральным прокурором. Принимал активное участие в политической жизни, был в числе подписантов учредительного акта Республиканской национальной ассоциации.
Президент Патрисио Эскобар назначил его министром иностранных дел, и в этом качестве ему пришлось вести первые дипломатические переговоры по спорному вопросу о Гран-Чако.
В 1890 году был назначен полномочным министром правительства в Великобритании, Франции и Испании.
В 1895 году — избран сенатором и членом комиссии по рассмотрению границы с Боливией.
Писатель. Автор первого парагвайского романа «Ночное путешествие Гуальберто, или Размышления отсутствующего» (1877).
Ему принадлежат мемуары «Memorias ó Reminiscencias históricas sobre la Guerra del Paraguay» («Воспоминания об истории войны в Парагвае», детальное свидетельство о наиболее ярких событиях войны против Тройственного альянса.
Хуан Крисостомо Сентурион был основателем Парагвайского института.

## Награды
- Кавалер ордена заслуги (Парагвай)